# Phyllolobium chinense
Phyllolobium chinense là một loài thực vật có hoa trong họ Đậu. Loài này được Fisch. in Sprengel miêu tả khoa học đầu tiên năm 1818.